# Бани (Грузия)
Бани (груз. ბანი) — село в Грузии, на территории Карельского муниципалитета края (мхаре) Шида-Картли.

## География
Село находится в центральной части Грузии, на правом берегу реки Орбодзалисцкали (бассейн Куры), на расстоянии приблизительно 12 километров (по прямой) к юго-западу от города Карели, административного центра муниципалитета. Абсолютная высота — 1163 метра над уровнем моря.

## Население
По результатам официальной переписи населения 2014 года в Бани проживало 2 человека (1 мужчина и 1 женщина). В национальной структуре населения грузины составляли 50 %, осетины — 50 %.
| Год  | Население, человек |
| ---- | ------------------ |
| 2002 | 1                  |
| 2014 | ↗ 2                |